# Calvin Lockhart
Calvin Lockhart, właśc. Bert Cooper (ur. 18 października 1934 w Nassau, zm. 29 marca 2007) – amerykański aktor teatralny, telewizyjny i filmowy. Był najbardziej znany ze swojej roli jako Biggie Smalls w filmie gangsterskim Warner Bros. Zróbmy to jeszcze raz (1975) obok Sir Sidneya Poitiera i Billa Cosby’ego.

## Życiorys

### Wczesne lata
Urodził się i dorastał w Nassau na Bahamach jako syn Minervy Lockhart-Cooper. Miał trzech braci: Carneya, Erica i Phillipa oraz dwie siostry: Melbę i Delores. Mając osiemnaście lat przeprowadził się do Nowego Jorku. Spędził jeden rok w Cooper Union School of Engineering. Wyjechał taksówką i otworzył firmę stolarską w dzielnicy Queens, starając się jednocześnie rozpocząć karierę jako aktor. Uczył się aktorstwa pod kierunkiem Uty Hagen.

### Kariera
W 1960 roku trafił na scenę Broadway w widowisku The Cool World. Następnie udał się do Włoch i założył własną działalność teatralną, gdzie grał i reżyserował, zanim przeniósł się do RFN, a potem do Anglii, gdzie grywał różne role w brytyjskich produkcjach telewizyjnych BBC i filmach takich jak A Dandy in Aspic (1968) z Laurence’em Harveyem i Tomem Courtenayem czy Sól i pieprz (Salt and Pepper, 1968) z Sammym Davisem Jr. Po raz pierwszy został zauważony w roli właściciela klubu nocnego i chłopaka tytułowej bohaterki w dramacie Joanna (1968). Potem wystąpił w komedii Myra Breckinridge (1970) z Raquel Welch i Mae West.
W 1974 roku związał się z Royal Shakespeare Company w Stratford-upon-Avon w Anglii. Wystąpił także gościnnie w siedmiu odcinkach opery mydlanej ABC Dynastia (Dynasty, 1985-86) jako Jonathan Lake, zakochany w Dominique Deveraux (Diahann Carroll).
W 1974 roku ożenił się z Jennifer Miles-Lockhart. Mieli dwóch synów: Michaela i Juliena.
Zmarł 29 marca 2007 roku w wyniku udaru mózgu.

## Filmografia

### Filmy fabularne
- 1970: Myra Breckinridge jako Irving Amadeus
- 1972: Melinda jako Frankie J. Parker
- 1975: Zróbmy to jeszcze raz (Let's Do It Again) jako Biggie Smalls
- 1988: Książę w Nowym Jorku (Coming to America) jako pułkownik Izzi
- 1990: Dzikość serca (Wild at Heart) jako Reggie
- 1990: Predator 2 jako król Willie
- 1992: Twin Peaks: Ogniu krocz ze mną jako Elektryk

### Seriale TV
- 1978: Starsky i Hutch jako Allen 'Angel' Walter
- 1985-1986: Dynastia (Dynasty, 1985-86) jako Jonathan Lake